# Direct Save Protocol
Direct Save Protocol は XDS (X Window Direct Save Protocol) と略され、ファイルをファイルマネージャウィンドウにドラッグすることでファイルの保存をサポートするソフトウェアプロトコルである。
XDS は Unix系コンピュータオペレーティングシステム用の X Window System グラフィカルユーザインタフェースの機能である。
XDS は XDND プロトコルを基にして作られている。